# ناصر خویشتن‌دار
ناصر خویشتن‌دار (زادهٔ ۲۵ اسفند ۱۳۳۰در آران و بیدگل– درگذشتهٔ ۳ شهریور ۱۳۹۶ در تهران) دوبلور، مدیر دوبلاژ، هنرپیشه و مجری اهل ایران بود. خویشتن دار از سال ۱۳۶۳ مشغول به فعالیت بود، اما از سال ۹۳ به دلیل گرفتگی تارهای صوتی‌اش دیگر در رادیو و عرصه دوبله فعالیت نداشت و پیش از این درگفت گویی با ایسنا، از وضعیت خود خبر داده بود. وی در ۳ شهریور ماه ۱۳۹۶ بر اثر ابتلا به بیماری سرطان معده درگذشت.

## زندگی
ناصر خویشتن‌دار در سال ۱۳۳۰ در شهرستان آران و بیدگل زاده شد. او کار هنر خود را در سال ۱۳۶۳ و با گویندگی خبر تئاتر آغاز کرد.
از کارهای وی در بخش مدیریت دوبلاژ می‌توان به فیلم سینمایی «خط لوله»، مستند «قلب‌ها و ذهن‌ها» و … اشاره کرد.
اجرای وی در بخش خبری در شبکه دو سیما و در اخبار علمی فرهنگی، سال‌ها ادامه داشت.
همچنین او در زمینه گویندگی هم به جای شخصیت‌های زیادی صداپیشگی کرده‌است. خویشتن‌دار به جای شخصیت «ژنرال» در فیلم «گودزیلا علیه گیگان» صداپیشگی کرده‌است.
«جواهری در قصر»، «سرگذشت عجیب بنجامین باتن»، «ارتش میمون‌ها»، «فرار از زندان»، «مادر»، «خاک و نمک» و «سیمرغ» از دیگر آثار هنری است که این پیشکسوت عرصه دوبلاژ، در آن صداپیشگی کرده‌است.
این هنرمند آران و بیدگلی، همچنین مدیریت دوبلاژ فیلم‌های سینمایی «آشیان بر باد»، «خط لوله»، مستند «قلب‌ها و ذهن‌ها» را بر عهده داشته‌است.
خویشتن دار، در سال ۱۳۸۸ پس از ۲۵ سال فعالیت در عرصه‌های مختلف هنری در صدا و سیما، با عنوان شغلی گویندگی خبر رسانه ملی بازنشسته شد.
وی همچنین سال‌ها اجرای برنامه‌های هیئت حسینی کوی بازار آران و بیدگل را بر عهده داشت.

## درگذشت
این هنرمند مشهور آران و بیدگلی، پس از تحمل بیش از چهار سال بیماری سرطان معده در ۳ شهریور ۱۳۹۶ درگذشت
پیکر وی با بدرقه مردم شهرستان آران و بیدگل در امامزاده هلال ابن علی به خاک سپرده شد.